# 愛甲季隆
愛甲 季隆（あいこう/あいきょう すえたか）は、鎌倉時代前期の武将。相模国愛甲郡愛甲荘愛甲の御家人。

## 略歴
弓矢に優れ、将軍随兵や正月の御的始の射手を務める。建久4年（1193年）5月の富士の巻狩りで鎌倉幕府初代将軍・源頼朝の嫡男・頼家が初めて鹿を射止めた際、その補佐を務めて頼朝に「お褒めの言葉」を賜っている。元久2年（1205年）の畠山重忠の乱で幕府による畠山重忠討伐軍に加わり、二俣川の戦いで武勇の誉れ高い重忠に矢を命中させてその首を取り、幕府軍大将の北条義時の陣に献上した。
建暦3年（1213年）5月の和田合戦では和田義盛方に与して敗北し、兄・小太郎義久ら一族と共に討ち死にした。

## 画像集

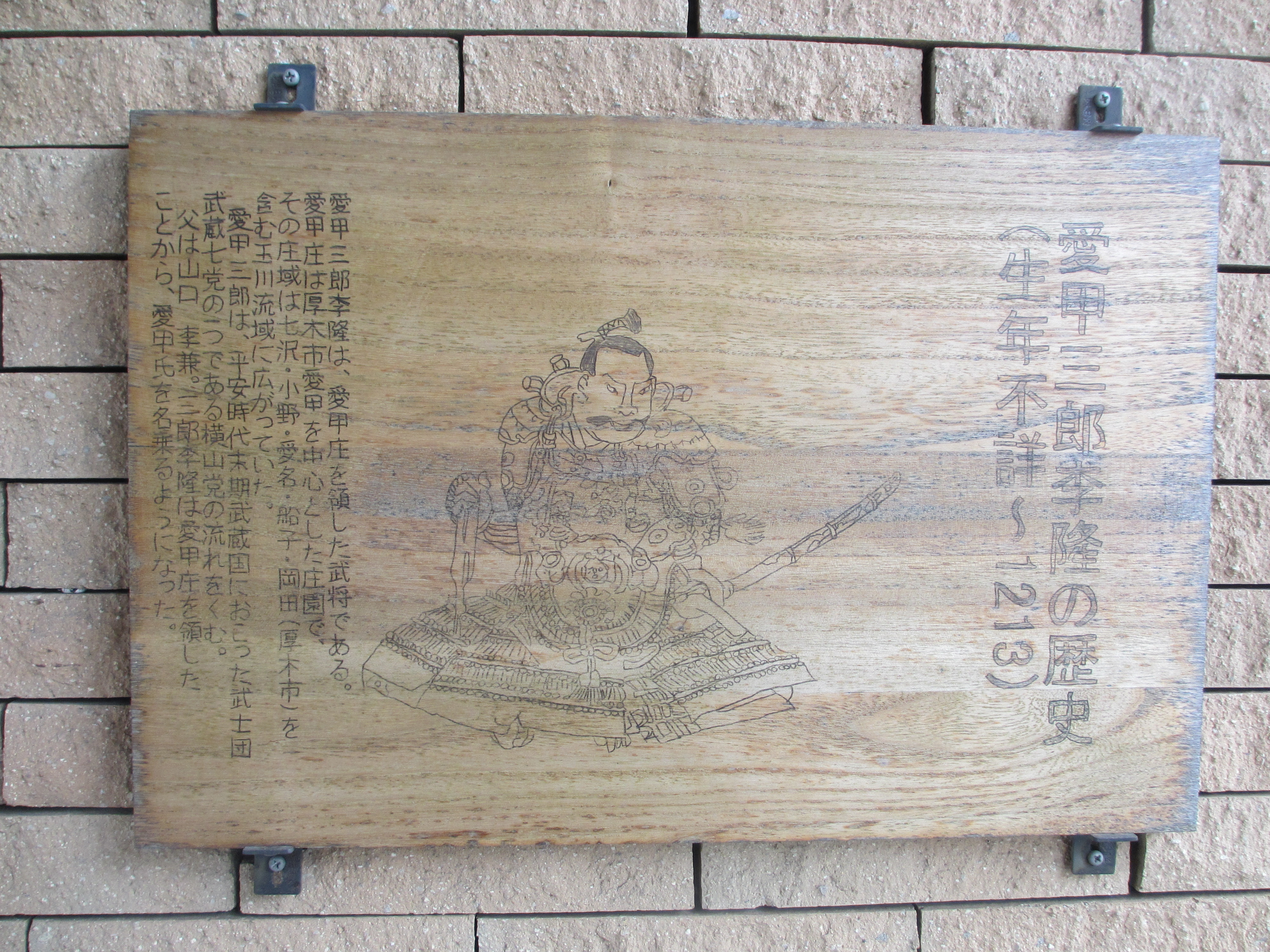
愛甲三郎季隆の歴史（円光寺山門壁案内板、厚木市愛甲東2‐4‐1）
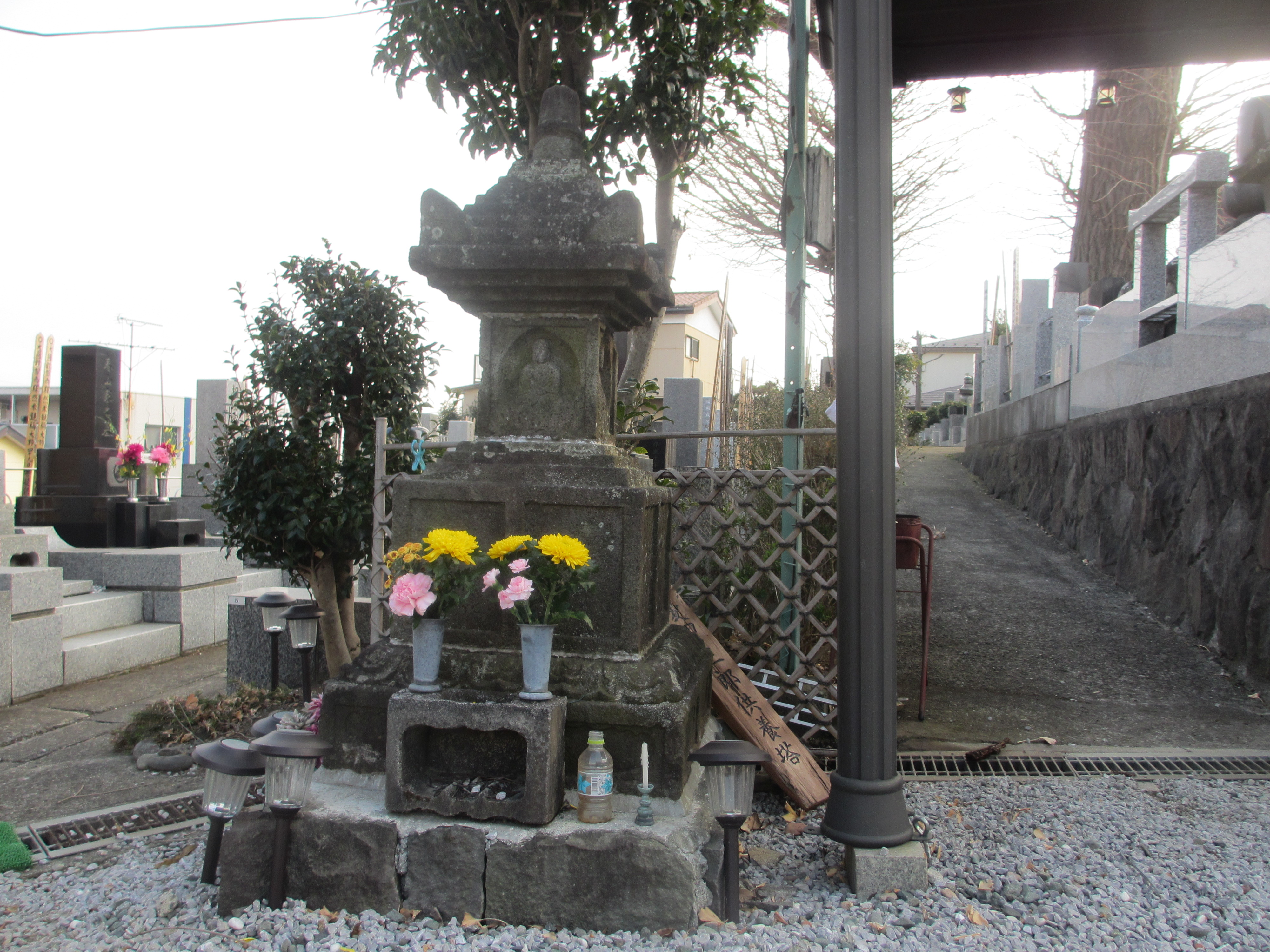
円光寺の宝篋印塔（愛甲三郎供養塔、別人説あり、小田急線愛甲石田駅）
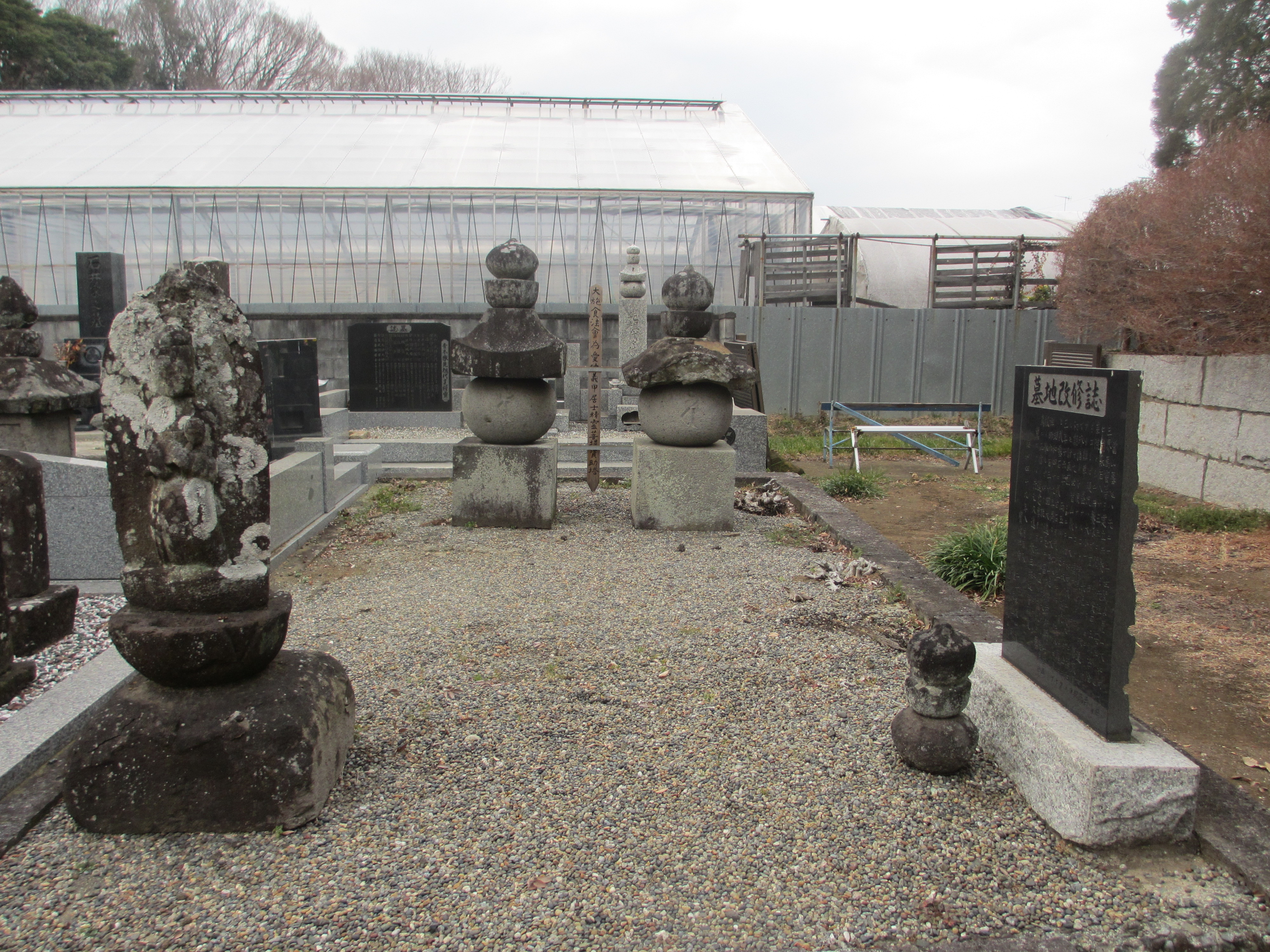
宝積寺の五輪塔（伝愛甲三郎季隆墓碑、形式年代後世説有、厚木市愛甲西3‐6‐24）
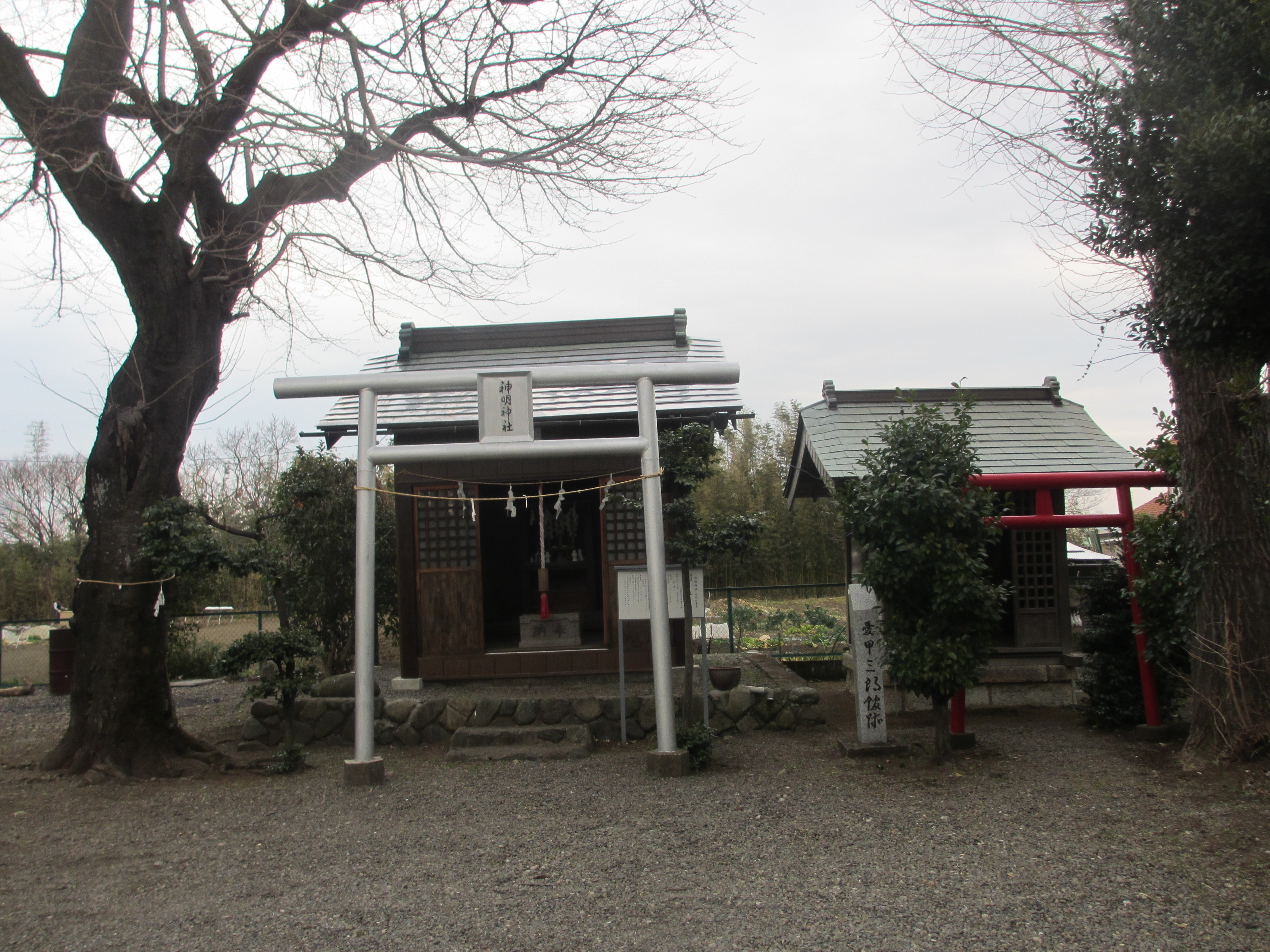
愛甲三郎館跡（新明神社・甲稲荷、上愛甲公民館隣、東名高速工事より移転）

## 関連作品
テレビドラマ
- 『草燃える』（1979年、NHK大河ドラマ、演：多田幸男）